# Ancharius fuscus
Ancharius fuscus es una especie de pez de la familia Anchariidae en el orden de los Siluriformes.

## Morfología
Los machos pueden llegar alcanzar los 30 cm de longitud total.

## Hábitat
Es un pez de agua dulce y de clima tropical.

## Distribución geográfica
Se encuentran en África: ríos de la costa oriental de Madagascar.